# پیکر فرهاد
پیکر فرهاد رمانی نوشته عباس معروفی، نویسنده ایرانی است.

## توضیح
این رمان، روایتی متفاوت از شخصیت زن اثیری در رمان بوف کور نوشته صادق هدایت است. نویسنده خود در انتهای کتاب به این نکته اشاره می‌کند.

## جوایز
- برنده جایزه سال ۲۰۰۲ بنیاد آرنولد تسوایگ

## ترجمه
رمان پیکر فرهاد دو بار توسط توانا امین و نیز کریم قادرپور به زبان کُردی (سورانی) ترجمه شده که این دو ترجمه به ترتیب در سال‌های ۲۰۰۹ و ۲۰۱۱ توسط انتشارات انتشارات آراس در اربیل و یانۀ قلم در سلیمانیه انتشار یافته‌است.

## نظرات دربارهٔ کتاب
رمان معروفی، صدا و پیکر و عاطفه و مقام زن را به او بازمی‌گرداند. / رالف اشپنلر - تاگ اشپیگل